# Agatonik
Agatonik – imię męskie pochodzenia greckiego, złożone, w którym pierwszy człon to αγαθος (agathós) — „dobry”, a drugim νικη (nikē) — „zwycięstwo” (por. Agaton, Andronik, Kalinik, Kleonik). Patronem tego imienia w Kościele katolickim jest św. Agatonik, wspominany razem ze św. Zotykiem, Zenonem, Sewerianem i innymi.  
Żeński odpowiednik: Agatonika
Agatonik imieniny obchodzi 22 sierpnia.
Agatonik w innych językach: 
- rosyjski – Агафоник[2] (Agafonik)
- białoruski – Агатоник (Ahatonik)
- grecki – Αγαθόνικος (Ajatonikos)
- czeski – Agathonikos

Znane osoby o tym imieniu:
- Agatonik (właśc. Agathonikos Nikolaidis) –  grecki biskup prawosławny posługujący w Tanzanii